# Cecília
A Cecília latin eredetű női név, a Caecilius római nemzetségnévből származó férfinevek női párja. A név alapszavának jelentése: vak.   Férfi párja: Cecilián.

## Rokon nevek
Cecilla, Cicelle, Cilla, Cili, Sejla, Seila, Zille, Célia

## Gyakoriság
Az újszülötteknek adott nevek körében az 1990-es években ritkán fordult elő. A 2000-es és a 2010-es években sem szerepelt a 100 leggyakrabban adott női név között.
A teljes népességre vonatkozóan a Cecília sem a 2000-es, sem a 2010-es években nem szerepelt a 100 leggyakrabban viselt női név között.

## Idegen nyelvű névváltozatai
- Cecily, Cecilia (angol)
- Cécile (francia)
- Cecylia (lengyel)

## Névnapok
június 3., november 22.

## Híres Cecíliák
- Cecilia Bartoli olasz opera-énekesnő
- Cécilia Cara francia színésznő, énekesnő
- Cecilie Leganger norvég kézilabdázó
- Cecily von Ziegesar amerikai ifjúsági regényíró
- Esztergályos Cecília színésznő
- Gábli Cecília régész, ókortörténész
- Gáspár Cecília válogatott labdarúgó
- Rogán Gaál Cecília, Rogán Antal politikus felesége
- Szent Cecília  Archiválva 2005. február 12-i dátummal a Wayback Machine-ben
- Tormay Cécile magyar írónő, műfordító
- Müller Cecília magyar orvos, országos tisztifőorvos, a Koronavírus-járvány Elleni Védekezésért Felelős Operatív Törzs tagja